# Liste der Biografien/Wili
Liste der Biografien |
Portal Biografien |
Personensuche
# |
A |
B |
C |
D |
E |
F |
G |
H |
I |
J |
K |
L |
M |
N |
O |
P |
Q |
R |
S |
T |
U |
V |
W |
X |
Y |
Z |
?
 
Wa |
Wc |
Wd |
We |
Wh |
Wi |
Wj |
Wl |
Wn |
Wo |
Wr |
Ws |
Wt |
Wu |
Ww |
Wy |
Wz
 
Wia |
Wib |
Wic |
Wid |
Wie |
Wif |
Wig |
Wih |
Wii |
Wij |
Wik |
Wil |
Wim |
Win |
Wio |
Wip |
Wir |
Wis |
Wit |
Wiv |
Wiw |
Wix |
Wiz
 
Wila |
Wilb |
Wilc |
Wild |
Wile |
Wilf |
Wilg |
Wilh |
Wili |
Wilj |
Wilk |
Will |
Wilm |
Wiln |
Wilo |
Wilp |
Wilr |
Wils |
Wilt |
Wilu |
Wilw |
Wily |
Wilz
Die Liste der Biografien führt alle Personen auf, die in der deutschsprachigen Wikipedia einen Artikel haben. Dieses ist eine Teilliste mit 14 Einträgen von Personen, deren Namen mit den Buchstaben „Wili“ beginnt.

## Wili
- Wili, Colin (* 1998), Schweizer Freestyle-Skisportler
- Wili, Hans-Urs (* 1949), Schweizer Jurist
- Wili, Walter (1900–1975), Schweizer Klassischer Philologe

### Wilig
- Wiligelmo da Modena, italienischer Bildhauer
- Wiligut, Karl Maria (1866–1946), österreichischer Offizier, nationalsozialistischer Esoteriker

### Wilim
- Wilim, Jan (* 1943), polnischer Fußballspieler
- Wilimovsky, Jordan (* 1994), US-amerikanischer Freiwasserschwimmer

### Wilin
- Wilinskyj, Mykola (1888–1956), russisch-ukrainischer Komponist und Hochschullehrer

### Wilis
- Wilisch, Christian Gotthard (1691–1730), deutscher Mediziner, Stadtarzt in Pirna, Mitglied der Leopoldina
- Wilisch, Erich (1843–1912), deutscher Gymnasiallehrer und Klassischer Philologe
- Wilisch, Feodor (1847–1900), deutscher Buchdrucker und Politiker (DFP), MdR
- Wilisch, Karl Theodor (1847–1935), deutscher Politiker, MdL (Königreich Sachsen)
- Wilisch, Robert (1846–1931), deutscher Unternehmer und Kommerzienrat
- Wilissow, Wladimir Petrowitsch (* 1976), russischer Skilangläufer